# Пирелићи
Пирелићи (хрв. Pirelići, итал. Perelici) су насељено мјесто у општини Опртаљ, Истарска жупанија, Хрватска.

## Историја
До територијалне реорганизације у Хрватској били су у саставу старе општине Бузет.

## Становништво
У попису становништва из 2011. године, Пирелићи су имали 48 становника.
| Број становника према пописима | Број становника према пописима | Број становника према пописима | Број становника према пописима | Број становника према пописима | Број становника према пописима | Број становника према пописима | Број становника према пописима | Број становника према пописима | Број становника према пописима | Број становника према пописима | Број становника према пописима | Број становника према пописима | Број становника према пописима | Број становника према пописима | Број становника према пописима |
| ------------------------------ | ------------------------------ | ------------------------------ | ------------------------------ | ------------------------------ | ------------------------------ | ------------------------------ | ------------------------------ | ------------------------------ | ------------------------------ | ------------------------------ | ------------------------------ | ------------------------------ | ------------------------------ | ------------------------------ | ------------------------------ |
| 1857                           | 1869                           | 1880                           | 1890                           | 1900                           | 1910                           | 1921                           | 1931                           | 1948                           | 1953                           | 1961                           | 1971                           | 1981                           | 1991                           | 2001                           | 2011                           |
| 0                              | 0                              | 221                            | 171                            | 193                            | 256                            | 0                              | 0                              | 229                            | 202                            | 140                            | 91                             | 67                             | 67                             | 50                             | 48                             |

Напомена: До 1948 исказивано под именом Перелићи. Године 1857, 1869, 1921 и 1931. године подаци се налазе у насељима Опртаљ и Завршје (Грожњан), а 1880. и 1890. део података у насељу Опртаљ.